# Stanisław Lanckoroński
Stanisław Lanckoroński (c. 1597-1657) fou un magnat lituanopolonès, així com polític i comandant militar.
Stanisław va esdevenir starost de Skała el 1641, castlà de Halicz in 1646, castlà de Kamieniec, voivoda del voivodat de Bracław i gran regimentarz de la Corona el 1649, voivoda del voivodat de Rutènia el 1652, hetman de camp de la Corona del 1654 fins al 19 de febrer del 1657 i starost de Stobnice i Dimirsk.
Durant la Rebel·lió de Khmelnitski va defensar amb èxit Kamieniec davant els cosacs. En 1649 va defensar contra els cosacs la ciutat de Zbàraj. Va participar en la batalla de Berestetxko en 1651. En 1653 va prendre part en l'expedició a Jvànets.
Es va distingir en la batalla d'Okhmàtiv el 1655 amb els russos i cosacs. En el moment del Diluvi lliurà una victoriosa batalla a Piatek. Poc després, però, va patir una derrota a la batalla de Wojnicz (el van salvar de la mort Stefan Bidziński i Wespazjan Kochowski). Es retirà amb l'exèrcit mercenari de Joan Casimir II.
El març del 1655 va caure malalt i va deixar l'exèrcit. S'uní a la Confederació Tyszowice contra els suecs. Va participar en la batalla de tres dies de Varsòvia.
Es va casar amb Anna Sienienska i van tenir vuit fills: Hieronim Lanckoronski, Przeclaw Lanckoronski, Franciszek Stanislaw Lanckoronski, Jan Lanckoronski, Zbigniew Lanckoronski, Mikolaj Lanckoronski, Marcin Lanckoronski i Joanna Lanckoronska.
Va morir al gener de 1657 i està enterrat a Lviv.